# Jean Vautrin
Jean Vautrin, eigentlich Jean Herman, (* 17. Mai 1933 in Pagny-sur-Moselle, Lothringen; † 16. Juni 2015 in Gradignan, Aquitanien) war ein französischer Autor und ein unter seinem eigentlichen Namen bekannter Regisseur und Drehbuchautor.

## Leben und Werk
Jean Vautrin wurde in Pagny-sur-Moselle im Departement Meurthe-et-Moselle geboren. Nach einem nicht abgeschlossenen Studium war er für zwei Jahre als Lehrer für französische Literatur an der University of Mumbai tätig. In Indien war er 1957 als Regieassistent an Roberto Rossellinis Film Indien, Mutter Erde beteiligt. Zurück in Frankreich übernahm er selbst den Regiestuhl für einige Kinofilme, darunter der Thriller Bei Bullen „singen“ Freunde nicht mit Alain Delon und Charles Bronson in den Hauptrollen. Für Filme von Regisseuren wie Gilles Béhat, Georges Lautner und Yves Boisset lieferte er die Drehbücher, für das von Garde à vue wurde er 1982 zusammen mit Claude Miller und Michel Audiard mit dem César ausgezeichnet.
Ab den 1970er Jahren begann er mit dem Schreiben von Romanen. Davon wurde Bloody Mary 1980 mit dem Prix Mystère de la critique und Un grand pas vers le Bon Dieu 1989 mit dem Prix Goncourt sowie dem Prix Goncourt des lycéens ausgezeichnet.

## Filmografie (Auswahl)

### Regie
- 1968: Bei Bullen „singen“ Freunde nicht (Adieu l’ami)
- 1971: Popsy Pop
- 1974: Die großen Detektive (Les grands détectives)
- 1974: Graf Yoster gibt sich die Ehre (2 Folgen)

### Drehbuch
- 1976: Der große Angeber (Le grand escogriffe)
- 1980: Der Puppenspieler (Le Guignolo)
- 1981: Das Verhör (Garde à vue)
- 1983: Der Außenseiter (Le Marginal)
- 1984: Dog Day – Ein Mann rennt um sein Leben (Canicule)

## Romane (Auswahl)
- 1974: Billy-ze-Kick (dt.: Billy-ze-Kick, 1987)
- 1979: Bloody Mary (dt.: Bloody Mary, 1988) (als Comic adaptiert von Jean Teulé)
- 1980: Groom (dt.: Groom, 1995)
- 1982: Canicule (verfilmt als Dog Day – Ein Mann rennt um sein Leben, als Comic von Baru adaptiert und unter dem Titel Bleierne Hitze auf Deutsch erschienen)
- 1986: La vie ripolin (dt.: Haarscharf am Leben, 1991)
- 1989: Un grand pas vers le Bon Dieu (dt.: Das Herz spielt Blues, 1993)
- 1998: Le cri du peuple ISBN 978-2253150077 (als Comic von Jacques Tardi in vier Bänden adaptiert und als Die Macht des Volkes auf Deutsch in ebenfalls vier Bänden erschienen)